# Gouline
Ne doit pas être confondu avec Gouline (coiffe).

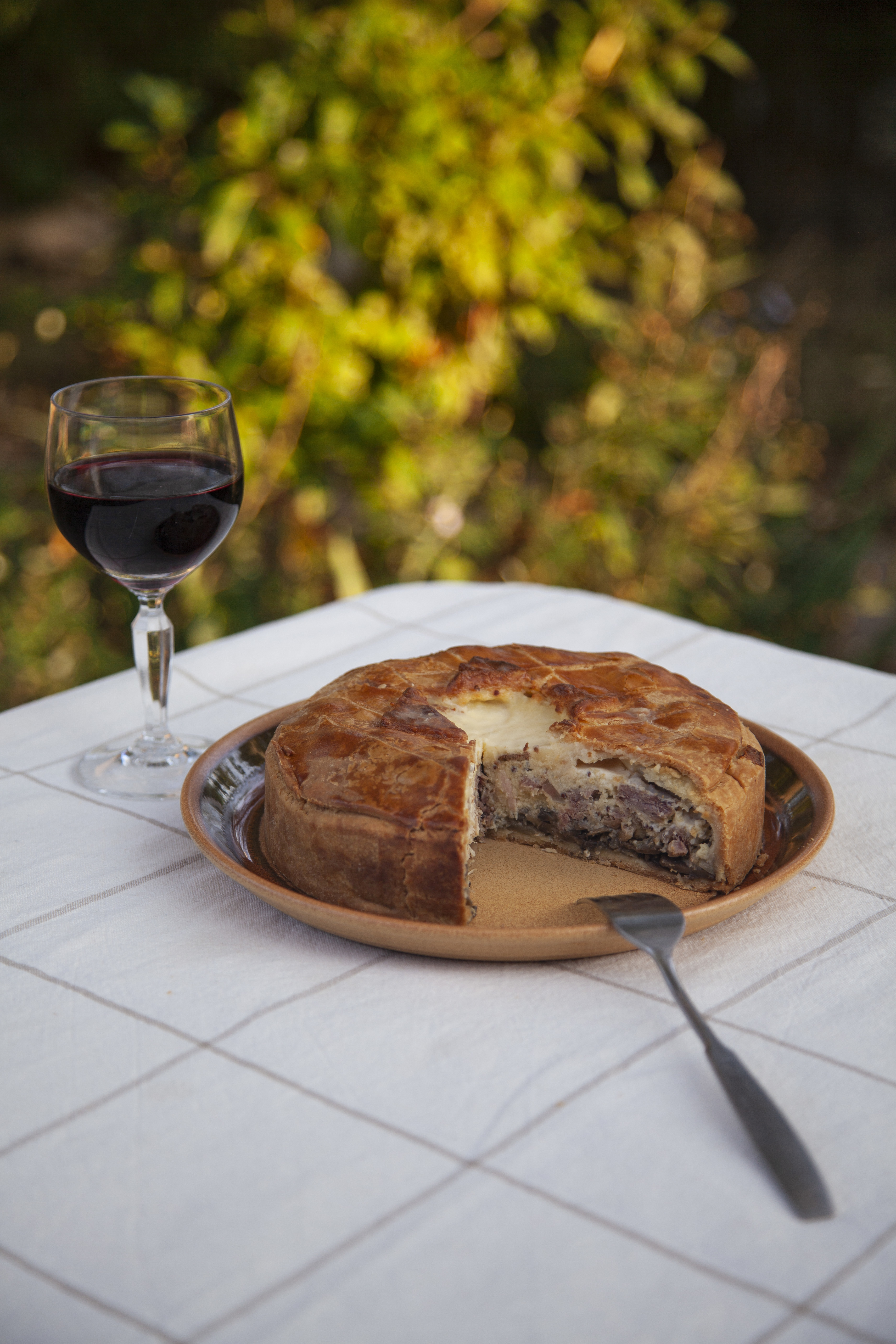
Gouline accompagnée d'un verre de vin.

La gouline est une spécialité culinaire angevine. 

## Présentation
La gouline est une tourte faisant appel à des ingrédients locaux :  champignons saumurois, échalotes IGP, chenin moelleux d’Anjou et tomme d’Anjou, voire des rillauds